# Llista d'asteroides/131001–131100
| Nom      | Designació provisional | Data de descobriment | Lloc de descobriment | Descobridor/s  |
| -------- | ---------------------- | -------------------- | -------------------- | -------------- |
| 131001 - | 2000 WJ180             | 27 de novembre, 2000 | Socorro              | LINEAR         |
| 131002 - | 2000 WP188             | 18 de novembre, 2000 | Anderson Mesa        | LONEOS         |
| 131003 - | 2000 WC192             | 19 de novembre, 2000 | Anderson Mesa        | LONEOS         |
| 131004 - | 2000 WT195             | 19 de novembre, 2000 | Kitt Peak            | Spacewatch     |
| 131005 - | 2000 XF2               | 3 de desembre, 2000  | Desert Beaver        | W. K. Y. Yeung |
| 131006 - | 2000 XW3               | 1 de desembre, 2000  | Socorro              | LINEAR         |
| 131007 - | 2000 XL8               | 1 de desembre, 2000  | Socorro              | LINEAR         |
| 131008 - | 2000 XM8               | 1 de desembre, 2000  | Socorro              | LINEAR         |
| 131009 - | 2000 XP9               | 1 de desembre, 2000  | Socorro              | LINEAR         |
| 131010 - | 2000 XQ9               | 1 de desembre, 2000  | Socorro              | LINEAR         |
| 131011 - | 2000 XA10              | 1 de desembre, 2000  | Socorro              | LINEAR         |
| 131012 - | 2000 XJ10              | 1 de desembre, 2000  | Socorro              | LINEAR         |
| 131013 - | 2000 XM10              | 1 de desembre, 2000  | Socorro              | LINEAR         |
| 131014 - | 2000 XG13              | 4 de desembre, 2000  | Socorro              | LINEAR         |
| 131015 - | 2000 XV15              | 1 de desembre, 2000  | Socorro              | LINEAR         |
| 131016 - | 2000 XX25              | 4 de desembre, 2000  | Socorro              | LINEAR         |
| 131017 - | 2000 XR26              | 4 de desembre, 2000  | Socorro              | LINEAR         |
| 131018 - | 2000 XA27              | 4 de desembre, 2000  | Socorro              | LINEAR         |
| 131019 - | 2000 XC31              | 4 de desembre, 2000  | Socorro              | LINEAR         |
| 131020 - | 2000 XG32              | 4 de desembre, 2000  | Socorro              | LINEAR         |
| 131021 - | 2000 XR33              | 4 de desembre, 2000  | Socorro              | LINEAR         |
| 131022 - | 2000 XQ37              | 5 de desembre, 2000  | Socorro              | LINEAR         |
| 131023 - | 2000 XK38              | 5 de desembre, 2000  | Socorro              | LINEAR         |
| 131024 - | 2000 XD39              | 4 de desembre, 2000  | Socorro              | LINEAR         |
| 131025 - | 2000 XO39              | 4 de desembre, 2000  | Socorro              | LINEAR         |
| 131026 - | 2000 XE41              | 5 de desembre, 2000  | Socorro              | LINEAR         |
| 131027 - | 2000 XP42              | 5 de desembre, 2000  | Socorro              | LINEAR         |
| 131028 - | 2000 XQ42              | 5 de desembre, 2000  | Socorro              | LINEAR         |
| 131029 - | 2000 XV42              | 5 de desembre, 2000  | Socorro              | LINEAR         |
| 131030 - | 2000 XG46              | 5 de desembre, 2000  | Socorro              | LINEAR         |
| 131031 - | 2000 XU46              | 7 de desembre, 2000  | Socorro              | LINEAR         |
| 131032 - | 2000 XQ48              | 4 de desembre, 2000  | Socorro              | LINEAR         |
| 131033 - | 2000 XG50              | 4 de desembre, 2000  | Socorro              | LINEAR         |
| 131034 - | 2000 XZ52              | 6 de desembre, 2000  | Socorro              | LINEAR         |
| 131035 - | 2000 XV53              | 5 de desembre, 2000  | Uccle                | T. Pauwels     |
| 131036 - | 2000 YE                | 16 de desembre, 2000 | Socorro              | LINEAR         |
| 131037 - | 2000 YN                | 16 de desembre, 2000 | Socorro              | LINEAR         |
| 131038 - | 2000 YP                | 16 de desembre, 2000 | Socorro              | LINEAR         |
| 131039 - | 2000 YO2               | 17 de desembre, 2000 | Socorro              | LINEAR         |
| 131040 - | 2000 YM8               | 16 de desembre, 2000 | Uccle                | T. Pauwels     |
| 131041 - | 2000 YA13              | 24 de desembre, 2000 | Haleakala            | NEAT           |
| 131042 - | 2000 YF16              | 23 de desembre, 2000 | Desert Beaver        | W. K. Y. Yeung |
| 131043 - | 2000 YU25              | 22 de desembre, 2000 | Socorro              | LINEAR         |
| 131044 - | 2000 YB26              | 23 de desembre, 2000 | Socorro              | LINEAR         |
| 131045 - | 2000 YH32              | 30 de desembre, 2000 | Socorro              | LINEAR         |
| 131046 - | 2000 YX32              | 30 de desembre, 2000 | Socorro              | LINEAR         |
| 131047 - | 2000 YB35              | 28 de desembre, 2000 | Socorro              | LINEAR         |
| 131048 - | 2000 YM38              | 30 de desembre, 2000 | Socorro              | LINEAR         |
| 131049 - | 2000 YP38              | 30 de desembre, 2000 | Socorro              | LINEAR         |
| 131050 - | 2000 YF48              | 30 de desembre, 2000 | Socorro              | LINEAR         |
| 131051 - | 2000 YK48              | 30 de desembre, 2000 | Socorro              | LINEAR         |
| 131052 - | 2000 YW48              | 30 de desembre, 2000 | Socorro              | LINEAR         |
| 131053 - | 2000 YY50              | 30 de desembre, 2000 | Socorro              | LINEAR         |
| 131054 - | 2000 YA53              | 30 de desembre, 2000 | Socorro              | LINEAR         |
| 131055 - | 2000 YP54              | 30 de desembre, 2000 | Socorro              | LINEAR         |
| 131056 - | 2000 YU54              | 30 de desembre, 2000 | Socorro              | LINEAR         |
| 131057 - | 2000 YG56              | 30 de desembre, 2000 | Socorro              | LINEAR         |
| 131058 - | 2000 YE58              | 30 de desembre, 2000 | Socorro              | LINEAR         |
| 131059 - | 2000 YP59              | 30 de desembre, 2000 | Socorro              | LINEAR         |
| 131060 - | 2000 YB62              | 30 de desembre, 2000 | Socorro              | LINEAR         |
| 131061 - | 2000 YG62              | 30 de desembre, 2000 | Socorro              | LINEAR         |
| 131062 - | 2000 YG69              | 30 de desembre, 2000 | Socorro              | LINEAR         |
| 131063 - | 2000 YP69              | 30 de desembre, 2000 | Socorro              | LINEAR         |
| 131064 - | 2000 YA70              | 30 de desembre, 2000 | Socorro              | LINEAR         |
| 131065 - | 2000 YS75              | 30 de desembre, 2000 | Socorro              | LINEAR         |
| 131066 - | 2000 YF77              | 30 de desembre, 2000 | Socorro              | LINEAR         |
| 131067 - | 2000 YO78              | 30 de desembre, 2000 | Socorro              | LINEAR         |
| 131068 - | 2000 YT79              | 30 de desembre, 2000 | Socorro              | LINEAR         |
| 131069 - | 2000 YD83              | 30 de desembre, 2000 | Socorro              | LINEAR         |
| 131070 - | 2000 YY85              | 30 de desembre, 2000 | Socorro              | LINEAR         |
| 131071 - | 2000 YR89              | 30 de desembre, 2000 | Socorro              | LINEAR         |
| 131072 - | 2000 YH91              | 30 de desembre, 2000 | Socorro              | LINEAR         |
| 131073 - | 2000 YQ91              | 30 de desembre, 2000 | Socorro              | LINEAR         |
| 131074 - | 2000 YZ92              | 30 de desembre, 2000 | Socorro              | LINEAR         |
| 131075 - | 2000 YP94              | 30 de desembre, 2000 | Socorro              | LINEAR         |
| 131076 - | 2000 YC103             | 28 de desembre, 2000 | Socorro              | LINEAR         |
| 131077 - | 2000 YH105             | 28 de desembre, 2000 | Socorro              | LINEAR         |
| 131078 - | 2000 YL106             | 30 de desembre, 2000 | Socorro              | LINEAR         |
| 131079 - | 2000 YG110             | 30 de desembre, 2000 | Socorro              | LINEAR         |
| 131080 - | 2000 YC111             | 30 de desembre, 2000 | Socorro              | LINEAR         |
| 131081 - | 2000 YG119             | 29 de desembre, 2000 | Anderson Mesa        | LONEOS         |
| 131082 - | 2000 YG121             | 21 de desembre, 2000 | Socorro              | LINEAR         |
| 131083 - | 2000 YV122             | 28 de desembre, 2000 | Socorro              | LINEAR         |
| 131084 - | 2000 YE123             | 28 de desembre, 2000 | Socorro              | LINEAR         |
| 131085 - | 2000 YL124             | 29 de desembre, 2000 | Anderson Mesa        | LONEOS         |
| 131086 - | 2000 YT126             | 29 de desembre, 2000 | Anderson Mesa        | LONEOS         |
| 131087 - | 2000 YM127             | 29 de desembre, 2000 | Haleakala            | NEAT           |
| 131088 - | 2000 YZ131             | 30 de desembre, 2000 | Socorro              | LINEAR         |
| 131089 - | 2000 YY134             | 17 de desembre, 2000 | Anderson Mesa        | LONEOS         |
| 131090 - | 2000 YY136             | 23 de desembre, 2000 | Socorro              | LINEAR         |
| 131091 - | 2000 YG140             | 31 de desembre, 2000 | Anderson Mesa        | LONEOS         |
| 131092 - | 2000 YP142             | 30 de desembre, 2000 | Socorro              | LINEAR         |
| 131093 - | 2000 YV142             | 31 de desembre, 2000 | Anderson Mesa        | LONEOS         |
| 131094 - | 2001 AQ3               | 2 de gener, 2001     | Socorro              | LINEAR         |
| 131095 - | 2001 AW3               | 2 de gener, 2001     | Socorro              | LINEAR         |
| 131096 - | 2001 AT5               | 2 de gener, 2001     | Socorro              | LINEAR         |
| 131097 - | 2001 AG8               | 2 de gener, 2001     | Socorro              | LINEAR         |
| 131098 - | 2001 AL13              | 2 de gener, 2001     | Socorro              | LINEAR         |
| 131099 - | 2001 AP13              | 2 de gener, 2001     | Socorro              | LINEAR         |
| 131100 - | 2001 AB20              | 2 de gener, 2001     | Socorro              | LINEAR         |